# Vachères
Pour les articles homonymes, voir Vachères (rivière) et Vachères-en-Quint.
Cet article possède des paronymes, voir Vacheresse (homonymie) et La Vacherie.
Vachères est une commune française, située dans le département des Alpes-de-Haute-Provence en région Provence-Alpes-Côte d'Azur.
Le nom de ses habitants est Vacherois.

## Géographie

### Localisation
Village perché situé à 7 km d'Aubenas-les-Alpes, 11 km de Saint-Michel-l'Observatoire et 21 km de Forcalquier.
Les communes limitrophes de Vachères sont Banon, Revest-des-Brousses, Aubenas-les-Alpes, Reillanne, Sainte-Croix-à-Lauze, Simiane-la-Rotonde et Oppedette.

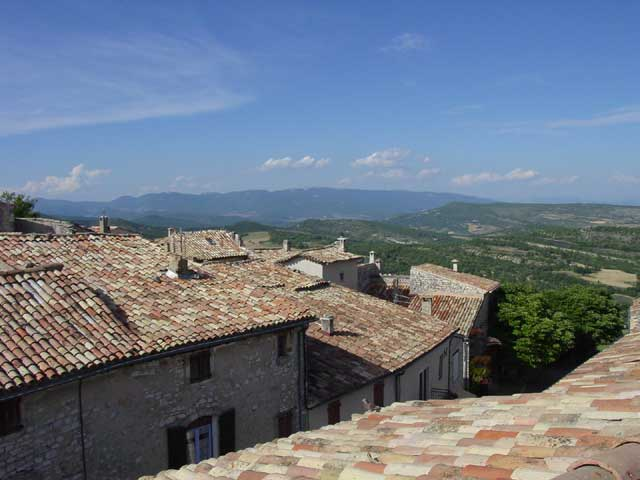
La montagne de Lure, au fond, vue depuis les toits typiquement provençaux de Vachères.

### Géologie et reliefs
C'est un village perché à 830 m d’altitude, dans le parc naturel régional du Luberon, entre le Luberon et la montagne de Lure. Depuis son point culminant à 865 m la vue s'étend sur sept départements, englobant les sites du pic Saint-Loup à l'ouest et de la Sainte-Baume au sud.

### Environnement
La commune compte 454 ha de bois et forêts.

### Voies de communications et transports

#### Voies routières
L'accès à Vachères se fait par la route départementale RD 14, entre Banon et Reillanne.

#### Transports en commun
- Transport en Provence-Alpes-Côte d'Azur

Commune desservie par le Réseau des lignes régulières de transport des Alpes-de-Haute-Provence.

### Lieux-dits et hameaux
En dehors du village, la commune compte un hameau : Pichovet.

### Risques majeurs
Aucune des 200 communes du département n'est en zone de risque sismique nul. Le canton de Banon auquel appartient Vachères est en zone 1a (sismicité très faible mais non négligeable) selon la classification déterministe de 1991, basée sur les séismes historiques, et en zone 3 (risque modéré) selon la classification probabiliste EC8 de 2011. La commune de Vachères est également exposée à trois autres risques naturels :
- feu de forêt ;
- inondation ;
- mouvement de terrain : la commune est presque entièrement concernée par un aléa moyen à fort[7].

La commune de Vachères n’est exposée à aucun des risques d’origine technologique recensés par la préfecture. Aucun plan de prévention des risques naturels prévisibles (PPR) n’existe pour la commune et le Dicrim n’existe pas non plus.
La commune a été l’objet de plusieurs arrêtés de catastrophe naturelle en 1994, pour des inondations, des coulées de boue et des glissements de terrain. Bien que considérée comme peu sismique, le tremblement de terre du 23 février 1887 (épicentre à Bussana Vecchia) a été très fortement ressenti dans la commune, avec une intensité macro-sismique ressentie de VII sur l’échelle MSK (larges lézardes dans les murs, chutes de cheminées),.

### Hydrographie et les eaux souterraines
Cours d'eau sur la commune ou à son aval :
- La commune est traversée par plusieurs ruisseaux, affluents du Largue.
- ravins de pierrefeu, d'aiguebelle, de la combe fresque,
- ruisseau d'aiguebelle.

Vachères dispose d'une station d'épuration d'une capacité de 350 équivalent-habitants.

### Climat
Pour des articles plus généraux, voir Climat de Provence-Alpes-Côte d'Azur et Climat des Alpes-de-Haute-Provence.
En 2010, le climat de la commune est de type climat méditerranéen altéré, selon une étude du Centre national de la recherche scientifique s'appuyant sur une série de données couvrant la période 1971-2000. En 2020, Météo-France publie une typologie des climats de la France métropolitaine dans laquelle la commune est dans une zone de transition entre le climat de montagne et le climat méditerranéen et est dans la région climatique Provence, Languedoc-Roussillon, caractérisée par une pluviométrie faible en été, un très bon ensoleillement (2 600 h/an), un été chaud (21,5 °C), un air très sec en été, sec en toutes saisons, des vents forts (fréquence de 40 à 50 % de vents > 5 m/s) et peu de brouillards.
Pour la période 1971-2000, la température annuelle moyenne est de 10,9 °C, avec une amplitude thermique annuelle de 16,8 °C. Le cumul annuel moyen de précipitations est de 946 mm, avec 6,7 jours de précipitations en janvier et 3,5 jours en juillet. Pour la période 1991-2020, la température moyenne annuelle observée sur la station météorologique de Météo-France la plus proche, « Dauphin », sur la commune de Dauphin à 12 km à vol d'oiseau, est de 12,6 °C et le cumul annuel moyen de précipitations est de 693,2 mm. 
La température maximale relevée sur cette station est de 42,1 °C, atteinte le 28 juin 2019 ; la température minimale est de −16,4 °C, atteinte le 7 février 2012,,.
Les paramètres climatiques de la commune ont été estimés pour le milieu du siècle (2041-2070) selon différents scénarios d'émission de gaz à effet de serre à partir des nouvelles projections climatiques de référence DRIAS-2020. Ils sont consultables sur un site dédié publié par Météo-France en novembre 2022.

## Urbanisme

### Typologie
Au 1er janvier 2024, Vachères est catégorisée commune rurale à habitat très dispersé, selon la nouvelle grille communale de densité à 7 niveaux définie par l'Insee en 2022.
Elle est située hors unité urbaine et hors attraction des villes,.

### Occupation des sols
L'occupation des sols de la commune, telle qu'elle ressort de la base de données européenne d’occupation biophysique des sols Corine Land Cover (CLC), est marquée par l'importance des territoires agricoles (50,7 % en 2018), en augmentation par rapport à 1990 (48,1 %). La répartition détaillée en 2018 est la suivante : 
forêts (39,7 %), zones agricoles hétérogènes (27,3 %), terres arables (16,7 %), milieux à végétation arbustive et/ou herbacée (9,6 %), prairies (6,8 %).
L'évolution de l’occupation des sols de la commune et de ses infrastructures peut être observée sur les différentes représentations cartographiques du territoire : la carte de Cassini (XVIIIe siècle), la carte d'état-major (1820-1866) et les cartes ou photos aériennes de l'IGN pour la période actuelle (1950 à aujourd'hui).

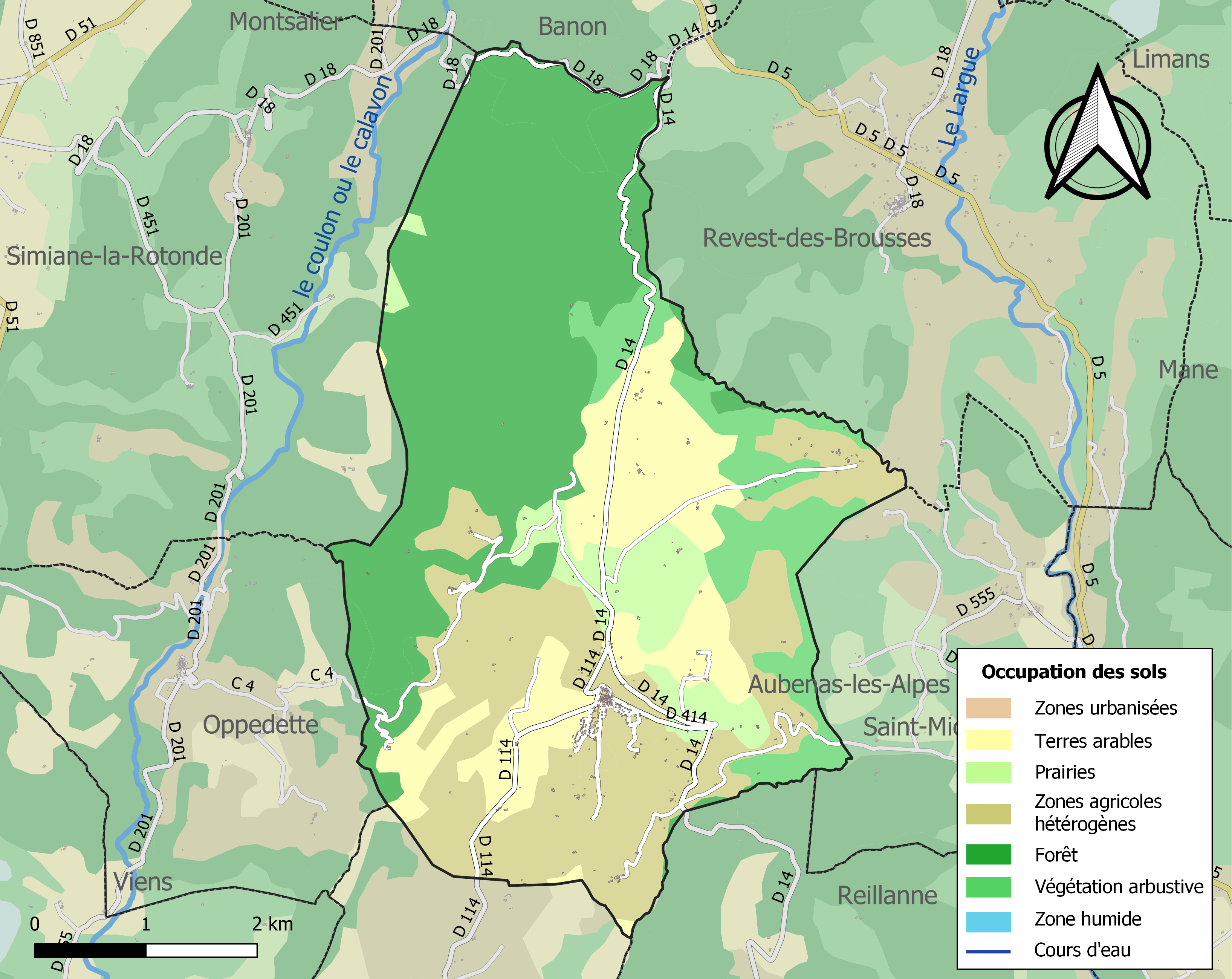
Carte de l'occupation des sols de la commune en 2018 (CLC).

## Toponymie
Le nom du village, tel qu’il apparaît la première fois en 1274 (de Vaqueriis), est le pluriel du nord-occitan vachièro, pour vacherie. Ce qui a donné Vachièras en vivaro-alpin et en provençal de norme classique et Vachièro selon la norme mistralienne.
Du latin vaccaria, du mot latin vacca (« vache ») avec le suffixe –aria.

## Histoire

### Préhistoire
Le territoire de la commune a été fréquenté pendant différentes périodes de la Préhistoire : deux sites chasséens (Chausson, Grand roi) et dix sites chalcolithiques (plateau des Moulins, Grange des Bois, Richard, la Plaine, Soulouri, le Collet d’Auberasse, les grands Adrets, Pichoyet, Sylvabelle, Mont-Saint-Laurent) ont été répertoriés. Le site du plateau des Moulins est encore occupé au Néolithique, à l’Âge du bronze, et à l’Âge du fer. Le site du plateau de Quinson ou de Saint-Antoine est occupé durant la Protohistoire, le Haut-Empire romain et au Moyen Âge.
Cette abondance de sites, notamment néolithiques, qui se confirme dans les communes voisines d’Oppedette et Simiane-la-Rotonde, est expliquée par la nature du sol : grès et sables cénomaniens, grès verts du clansayésien-albien, qui sont aisément cultivables avec des outils rustiques ou une araire qui ne travaille le sol qu’en surface. Ces sols acides favorisent en outre la pousse de plantes facilement inflammables (cystes, bruyère), donc favorisant une culture sur brulis.

### Antiquité

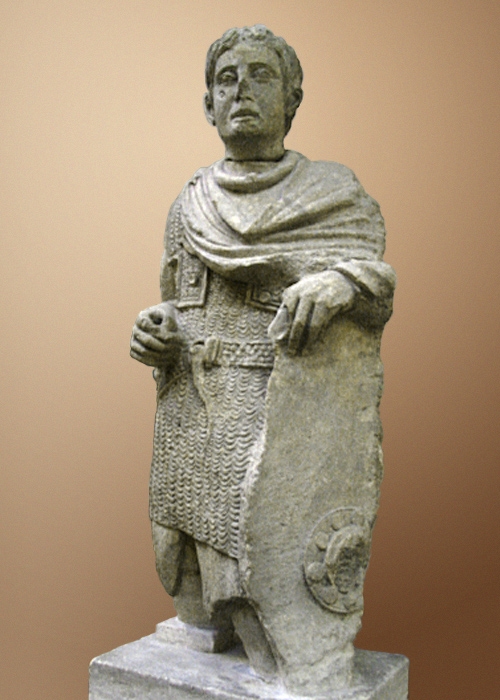
Le guerrier gaulois de Vachères au Musée Calvet d'Avignon.

Le territoire de Vachères fait partie de celui des Sogiontiques (Sogiontii), dont le territoire s’étend du sud des Baronnies à la Durance. Les Sogiontiques sont fédérés aux Voconces, et après la conquête, ils sont rattachés avec eux à la province romaine de Narbonnaise. Au IIe siècle, ils sont détachés des Voconces et forment une civitas distincte, avec pour capitale Segustero (Sisteron).
Tout autour de Vachères, de nombreux vestiges gallo-romains ont été retrouvés, attestant de la présence de plusieurs habitats. Au nord du village, les statues d'un cavalier et d'un personnage debout, probablement liées à un monument funéraire, ont été découvertes dans les années 1920. Un dolium et des dalles épigraphiques sont découverts à la Conseillère.
C'est de l'époque gallo-romaine que date une célèbre statue de guerrier trouvée en 1865 sur un terrain du jas de Bellevue, à un kilomètre à l'ouest du village : le guerrier de Vachères, mais connue localement bien avant. D'une hauteur initiale d'environ 2 m, elle ne mesure plus actuellement que 1,53 cm. La pierre utilisée est un calcaire d'origine locale, et les études ont permis de déterminer le mode de taille (en délit) et la taille du ciseau utilisé (22 mm de large, sauf pour les détails de la cotte de mailles, pour lesquels le gravelet a été utilisé). Le guerrier représenté est vêtu d'une tunique à manches longues et étroites (la manicata) et protégé par une cotte de mailles à épaulières (la lorica). On distingue aussi le ceinturon de cuir (cingulum) orné de clous en quinconce, et supportant le glaive (gladius). Les épaules du guerrier sont couvertes par un manteau, romain (paludamentum) ou gaulois des Alpes (sagum), et il est appuyé sur son bouclier ovale (le scutum). Il tenait une arme d'hast dans la main droite, qui a disparu. Tous ces éléments en font un soldat des légions romaines,. Il porte également un torque autour du cou, ce qui indique ses origines gauloises. On a donc affaire à un guerrier gallo-romain, dans sa tenue d'apparat, engagé comme auxiliaire, typique de l'époque augustéenne (fin du Ier siècle av. J.-C. ou début du Ier siècle),. En 1892, elle est achetée par le musée Calvet d'Avignon au paysan qui l'exposait dans la cour de sa ferme et actuellement exposée au musée lapidaire d'Avignon,.

### Moyen Âge
Alors que le sud-est de la Gaule était une terre burgonde, le roi des Ostrogoths Théodoric le Grand fait la conquête de la région entre la Durance, le Rhône et l’Isère en 510. La commune dépend donc brièvement à nouveau de l’Italie, jusqu’en 526. En effet, pour se réconcilier avec le roi burgonde Gondemar III, la régente ostrogothe Amalasonthe lui rend ce territoire.
Le village se fortifie au XIIIe siècle. L’église paroissiale Saint-Christophe relevait de l’évêque d’Apt jusqu’au début du XIIe siècle ; ensuite, elle passe avec les revenus qui lui sont attachés au chapitre d’Apt.
La communauté relevait de la viguerie de Forcalquier. Un petit établissement de franciscains se trouvait à Notre-Dame-de-Bellevue.
Il a existé une famille de Vachères. Le premier connu d'une lignée est Osse de Vachères né vers 1360, puis Reybaud de Vachères né vers 1390, puis Pierre de Vachères né vers 1420, puis Boniface de Vachères né vers 1450 et mort avant 1493, seigneur du Revest des Brousses, seigneurie qu'il constitue en dot à sa fille : Delphine de Vachères née en 1475 et décédée en 1547 qui épousa en 1493 Pierre de Mathieu.

### Période moderne
Durant la Révolution française, pour suivre le décret de la Convention du 25 vendémiaire an II invitant les communes ayant des noms pouvant rappeler les souvenirs de la royauté, de la féodalité ou des superstitions, à les remplacer par d'autres dénominations, la commune change de nom pour Enchastrayes.

### Période contemporaine

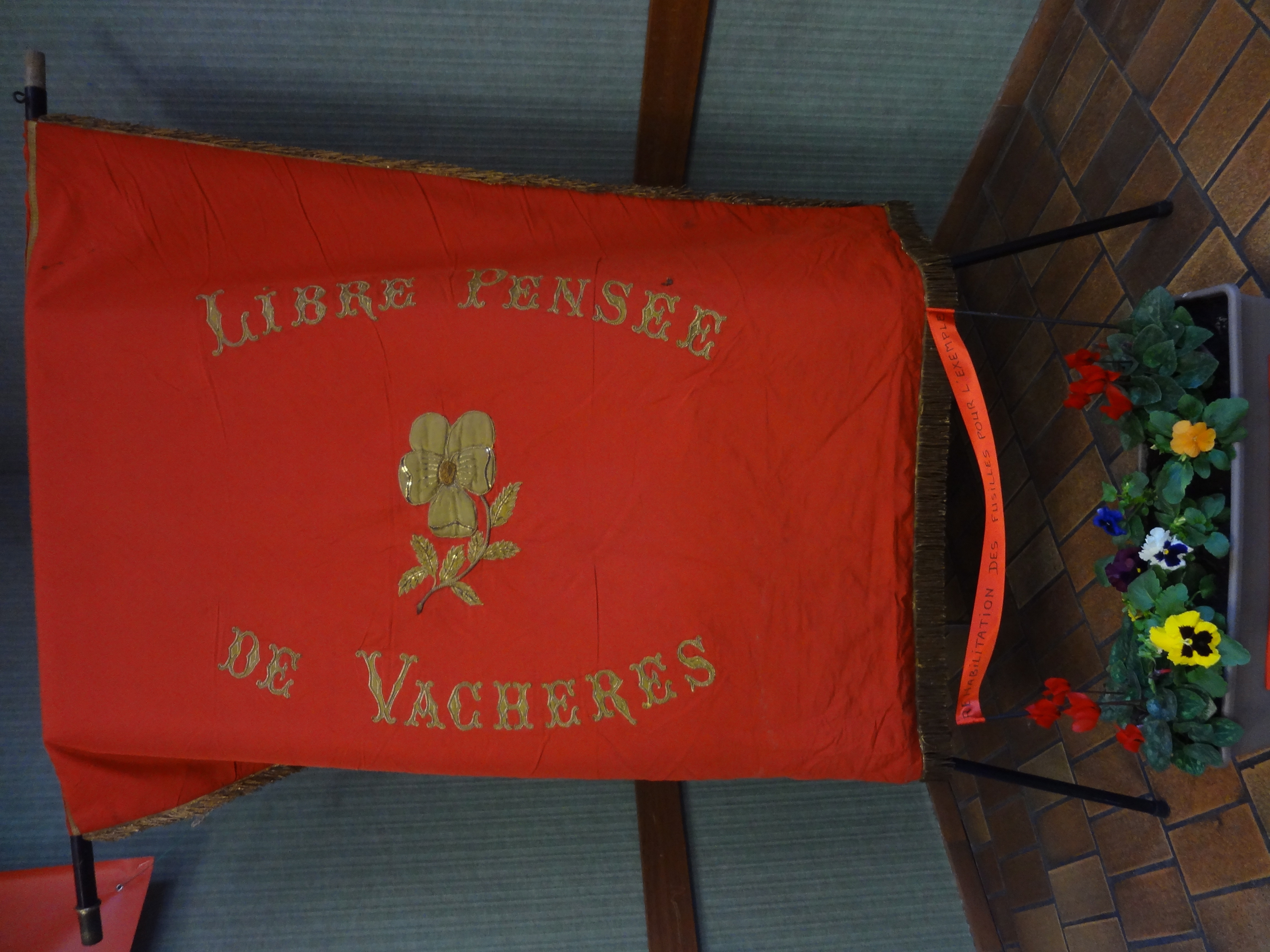
La commune était fermement ancrée à gauche comme en témoigne l’existence d’un groupe de la Libre Pensée local.

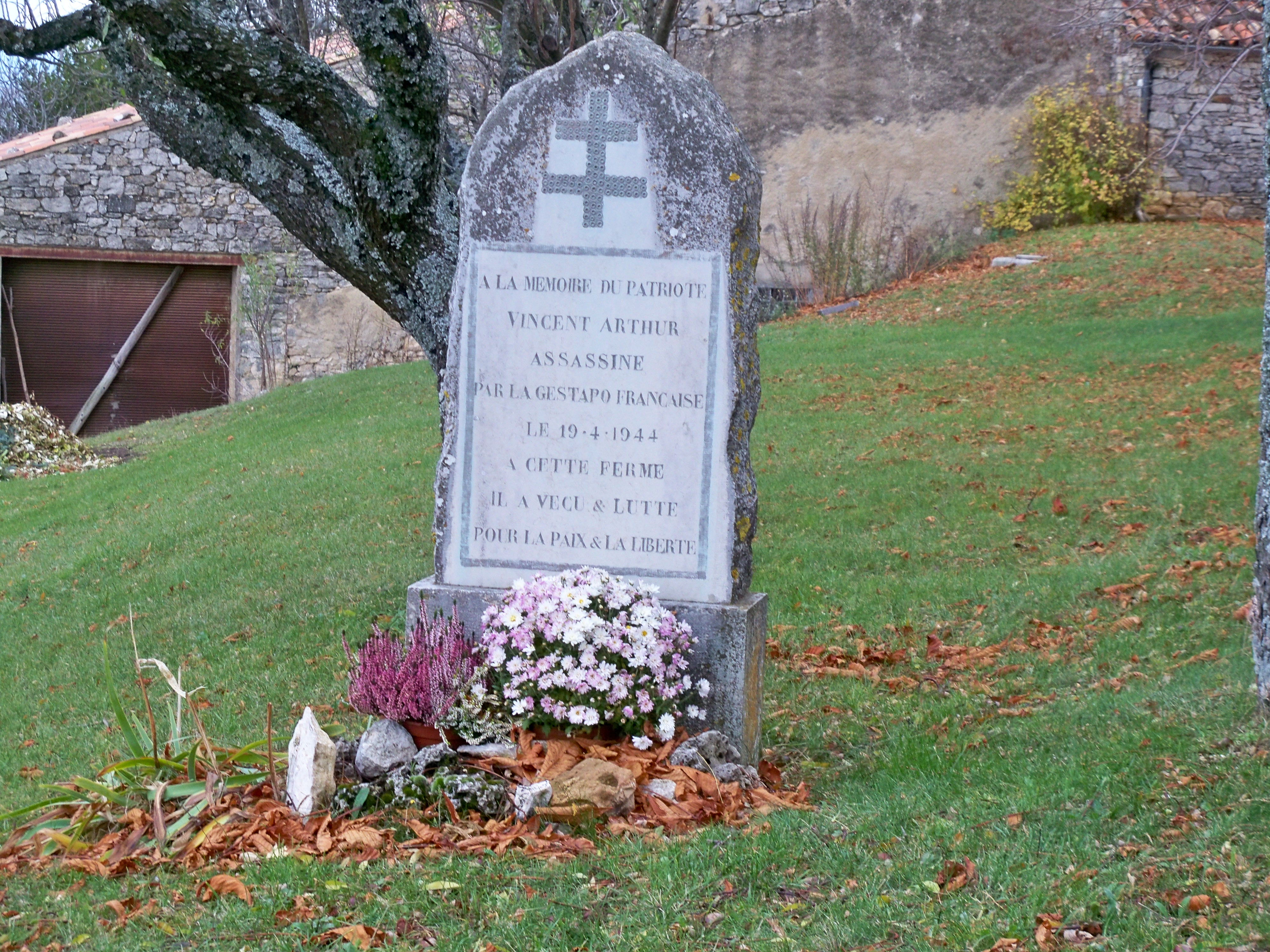
Le mémorial à un résistant, Vincent Arthur.

Le coup d'État du 2 décembre 1851 commis par Louis-Napoléon Bonaparte contre la Deuxième République provoque un soulèvement armé dans les Basses-Alpes, en défense de la Constitution. Après l’échec de l’insurrection, une sévère répression poursuit ceux qui se sont levés pour défendre la République : 8 habitants de Vachères sont traduits devant la commission mixte, la peine la plus courante étant la déportation en Algérie.
Comme de nombreuses communes du département, Vachères se dote d’une école bien avant les lois Ferry : en 1863, elle en possède déjà une qui dispense une instruction primaire aux garçons, au chef-lieu. La même instruction est donnée aux filles, bien que la loi Falloux (1851) n’impose l’ouverture d’une école de filles qu’aux communes de plus de 800 habitants. Vachères est ainsi en avance sur la loi Duruy de 1867.
Jusqu’au milieu du XXe siècle, la vigne était cultivée à Vachères. Le vin produit était destiné à l’autoconsommation. Cette culture est aujourd’hui abandonnée. De la même façon, l’olivier, cultivé sur de petites surfaces au XIXe siècle, jusqu’à l’altitude de 600 mètres, exceptionnellement jusqu’à 700 mètres, a aujourd’hui disparu.

## Politique et administration

### Municipalité
| Période                                  | Période                   | Identité          | Étiquette | Qualité |
| ---------------------------------------- | ------------------------- | ----------------- | --------- | --- |
| mai 1945                                 |                           | Sylvain Blanc     | Résistant | ancien Résistant, se présente sous cette étiquette. |
| 1965                                     | 1977                      | Blanc Louis Denis |           | AgriculteurAncien Maire. Toujours au service de la population de la commune de Vachères (04110) Travaux réalisé : Irrigation de l'eau potable au village. |
| avant 2005                               | mars 2008                 | Claude Peloux     |           | |
| mars 2008                                | En cours (au 30 mai 2020) | Alain Clapier,    | PCF       | Retraité |
| Les données manquantes sont à compléter. |                           |                   |           | |

### Intercommunalité
Vachères a fait partie, de 2002 à 2016, de la communauté de communes du Pays de Banon, puis depuis le 1er janvier 2017, de la communauté de communes Haute-Provence Pays de Banon.

### Budget et fiscalité
| Taxe                                        | Part communale | Part intercommunale | Part départementale | Part régionale |
| ------------------------------------------- | -------------- | ------------------- | ------------------- | -------------- |
| Taxe d'habitation                           | 7,80 %         | 0,55 %              | 5,53 %              | 0,00 %         |
| Taxe foncière sur les propriétés bâties     | 16,00 %        | 1,32 %              | 14,49 %             | 2,36 %         |
| Taxe foncière sur les propriétés non bâties | 44,50 %        | 4,18 %              | 47,16 %             | 8,85 %         |
| Taxe professionnelle                        | 9,40 %         | 0,94 %              | 10,80 %             | 3,84 %         |

La part régionale de la taxe d'habitation n'est pas applicable.

### Budget et fiscalité 2017

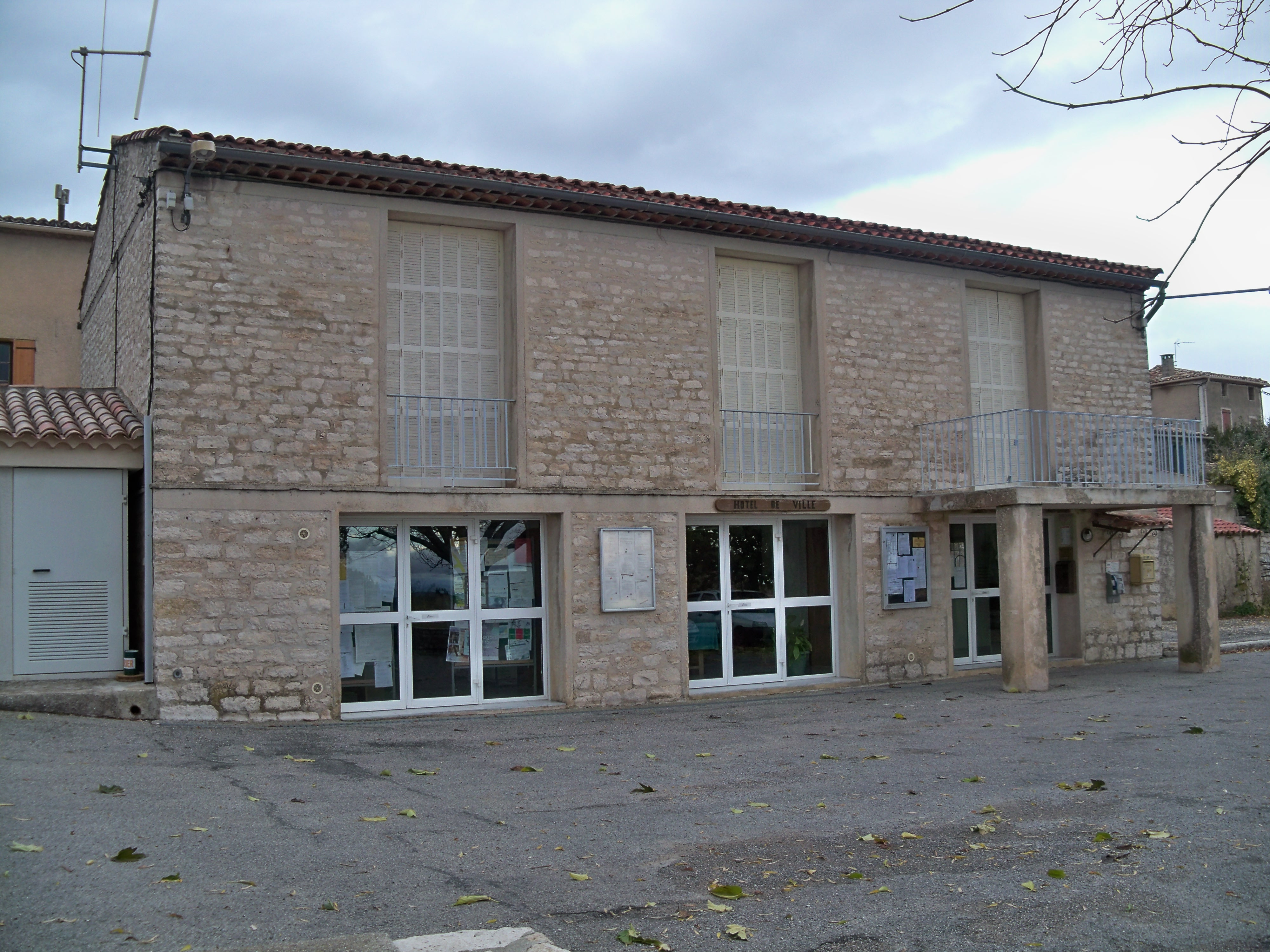
La mairie de Vachères.

En 2017, le budget de la commune était constitué ainsi :
- total des produits de fonctionnement : 293 000 €, soit 1 127 € par habitant ;
- total des charges de fonctionnement : 230 000 €, soit 884 € par habitant ;
- total des ressources d'investissement : 62 000 €, soit 239 € par habitant ;
- total des emplois d'investissement : 31 000 €, soit 121 € par habitant ;
- endettement : 136 000 €, soit 522 € par habitant.

Avec les taux de fiscalité suivants :
- taxe d'habitation : 12,08 % ;
- taxe foncière sur les propriétés bâties : 11,29 % ;
- taxe foncière sur les propriétés non bâties : 37,24 % ;
- taxe additionnelle à la taxe foncière sur les propriétés non bâties : 0,00 % ;
- cotisation foncière des entreprises : 0,00 %.

Chiffres clés Revenus et pauvreté des ménages en 2015 : médiane en 2015 du revenu disponible, par unité de consommation : 17 763 €.

### Enseignement
Établissements d'enseignements :

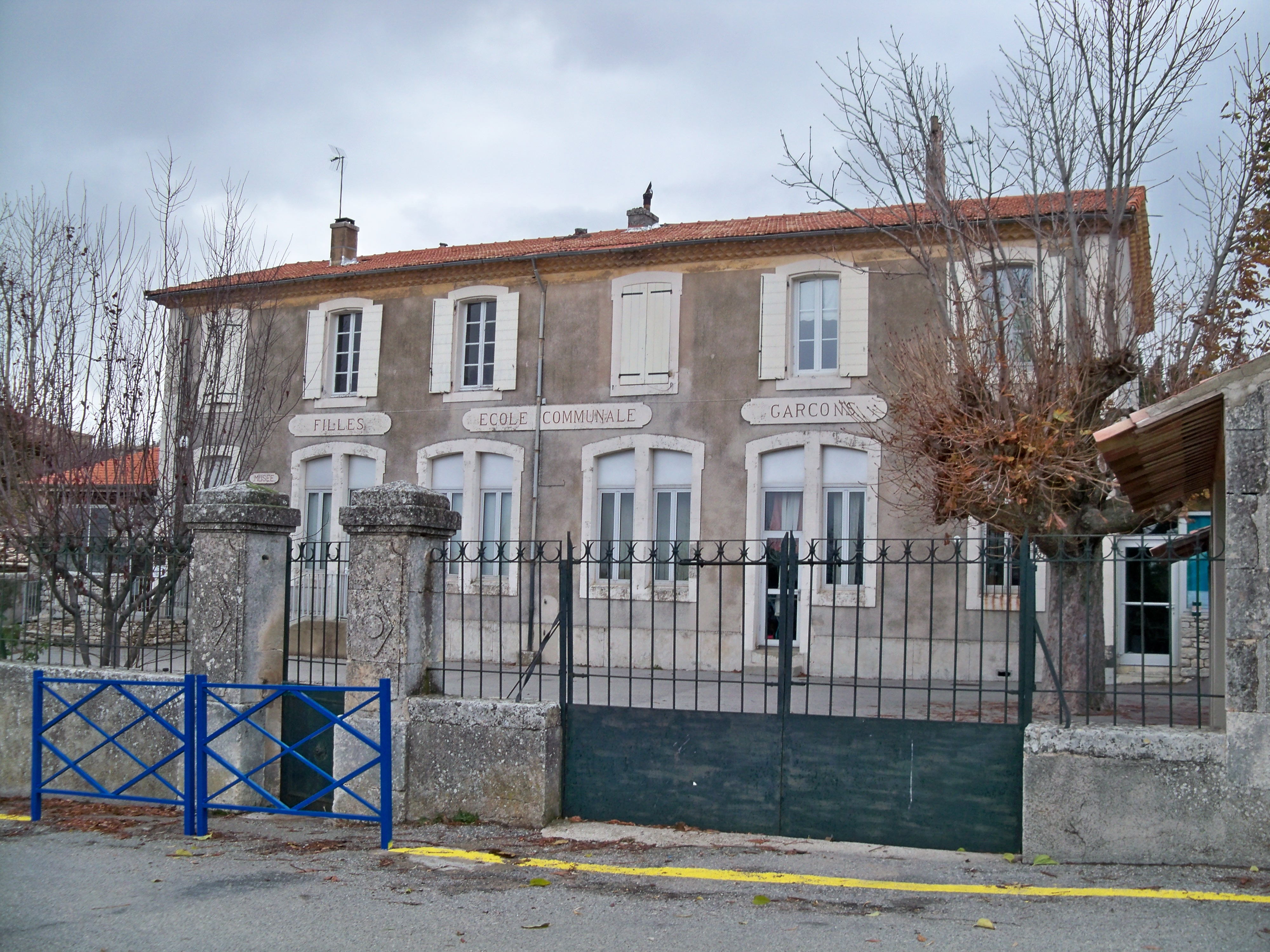
L'école primaire de Vachères.

- La commune est dotée d’une école primaire[56],[57].
- Collèges à Forcalquier, Banon, Manosque,
- Lycées à Manosque.

## Population et société

### Démographie

#### Évolution démographique
L'évolution du nombre d'habitants est connue à travers les recensements de la population effectués dans la commune depuis 1765. Pour les communes de moins de 10 000 habitants, une enquête de recensement portant sur toute la population est réalisée tous les cinq ans, les populations de référence des années intermédiaires étant quant à elles estimées par interpolation ou extrapolation. Pour la commune, le premier recensement exhaustif entrant dans le cadre du nouveau dispositif a été réalisé en 2007.

En 2022, la commune comptait 318 habitants, en évolution de +16,06 % par rapport à 2016 (Alpes-de-Haute-Provence : +2,84 %, France hors Mayotte : +2,11 %).
| 1765 | 1793 | 1800 | 1806 | 1821 | 1831 | 1836 | 1841 | 1846 |
| ---- | ---- | ---- | ---- | ---- | ---- | ---- | ---- | ---- |
| 651  | 434  | 551  | 644  | 610  | 599  | 641  | 661  | 630  |

| 1851 | 1856 | 1861 | 1866 | 1872 | 1876 | 1881 | 1886 | 1891 |
| ---- | ---- | ---- | ---- | ---- | ---- | ---- | ---- | ---- |
| 640  | 600  | 636  | 604  | 573  | 569  | 537  | 519  | 508  |

| 1896 | 1901 | 1906 | 1911 | 1921 | 1926 | 1931 | 1936 | 1946 |
| ---- | ---- | ---- | ---- | ---- | ---- | ---- | ---- | ---- |
| 447  | 437  | 364  | 355  | 256  | 241  | 253  | 222  | 186  |

| 1954 | 1962 | 1968 | 1975 | 1982 | 1990 | 1999 | 2006 | 2007 |
| ---- | ---- | ---- | ---- | ---- | ---- | ---- | ---- | ---- |
| 161  | 164  | 142  | 142  | 171  | 212  | 257  | 292  | 297  |

| 2012 | 2017 | 2022 | - | - | - | - | - | - |
| ---- | ---- | ---- | - | - | - | - | - | - |
| 265  | 283  | 318  | - | - | - | - | - | - |

L’histoire démographique de Vachères, après la saignée des XIVe et XVe siècles et le long mouvement de croissance jusqu’au début du XIXe siècle, est marquée par une période d’« étale » où la population reste relativement stable à un niveau élevé. Cette période dure jusqu’en 1866. L’exode rural provoque ensuite un mouvement de recul démographique de longue durée. En 1921, la commune a perdu plus de la moitié de sa population par rapport au maximum historique de 1841. Le mouvement de baisse se poursuit jusqu’aux années 1970. Depuis, la croissance de la population a repris, permettant un doublement par rapport au plus bas niveau (1975).
| 1471    |
| ------- |
| 17 feux |

## Économie

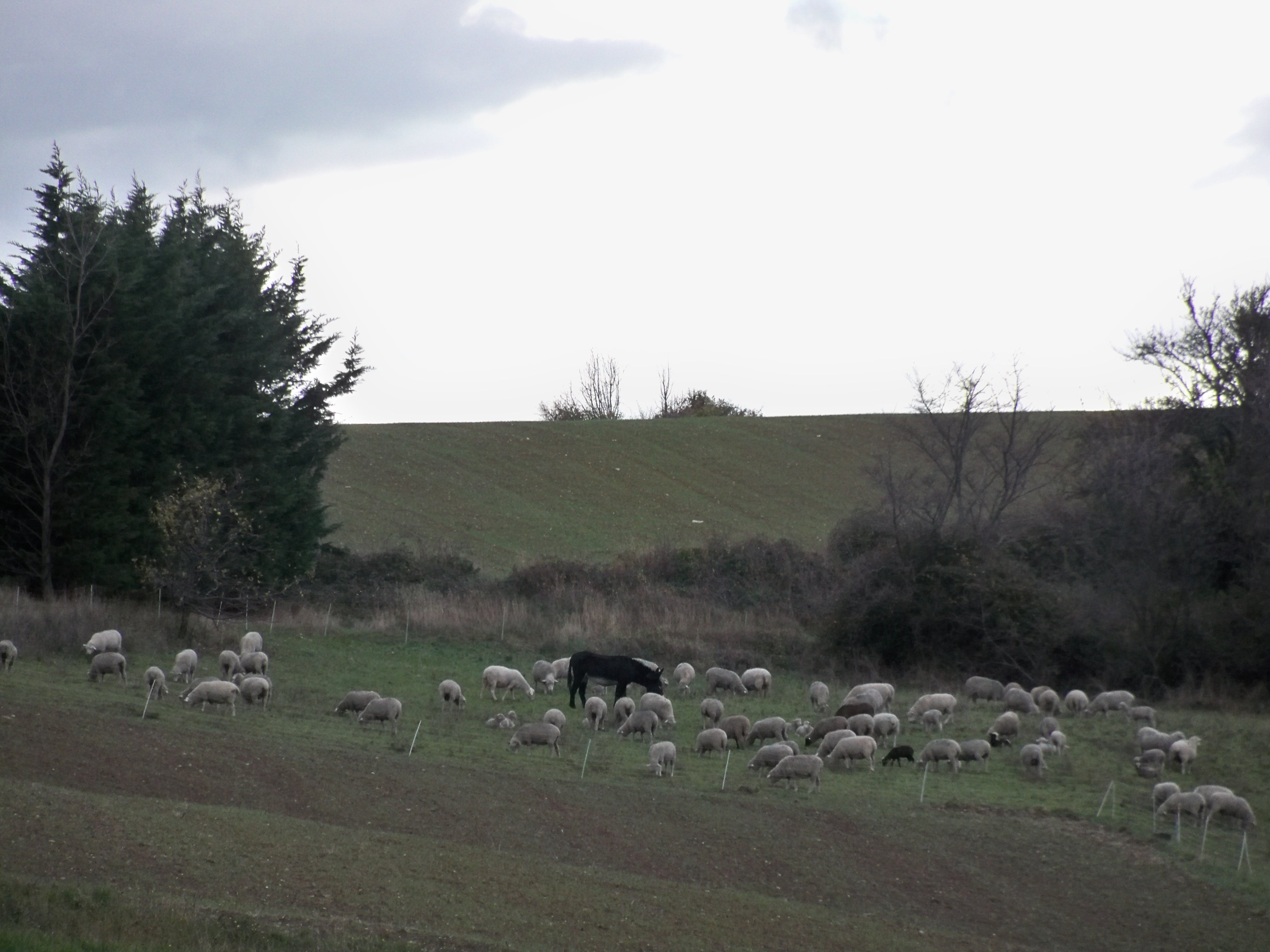
Un troupeau de moutons près de Vachères.

### Agriculture
- Élevage et agriculture de moyenne montagne.

Les terroirs des Collines de Vachères forment une poche agricole cernée de boisements. La régression des cultures et des zones de parcours à moutons entraîne le développement des landes et des friches qui évoluent en boisement dominé par le chêne blanc et le pin sylvestre.

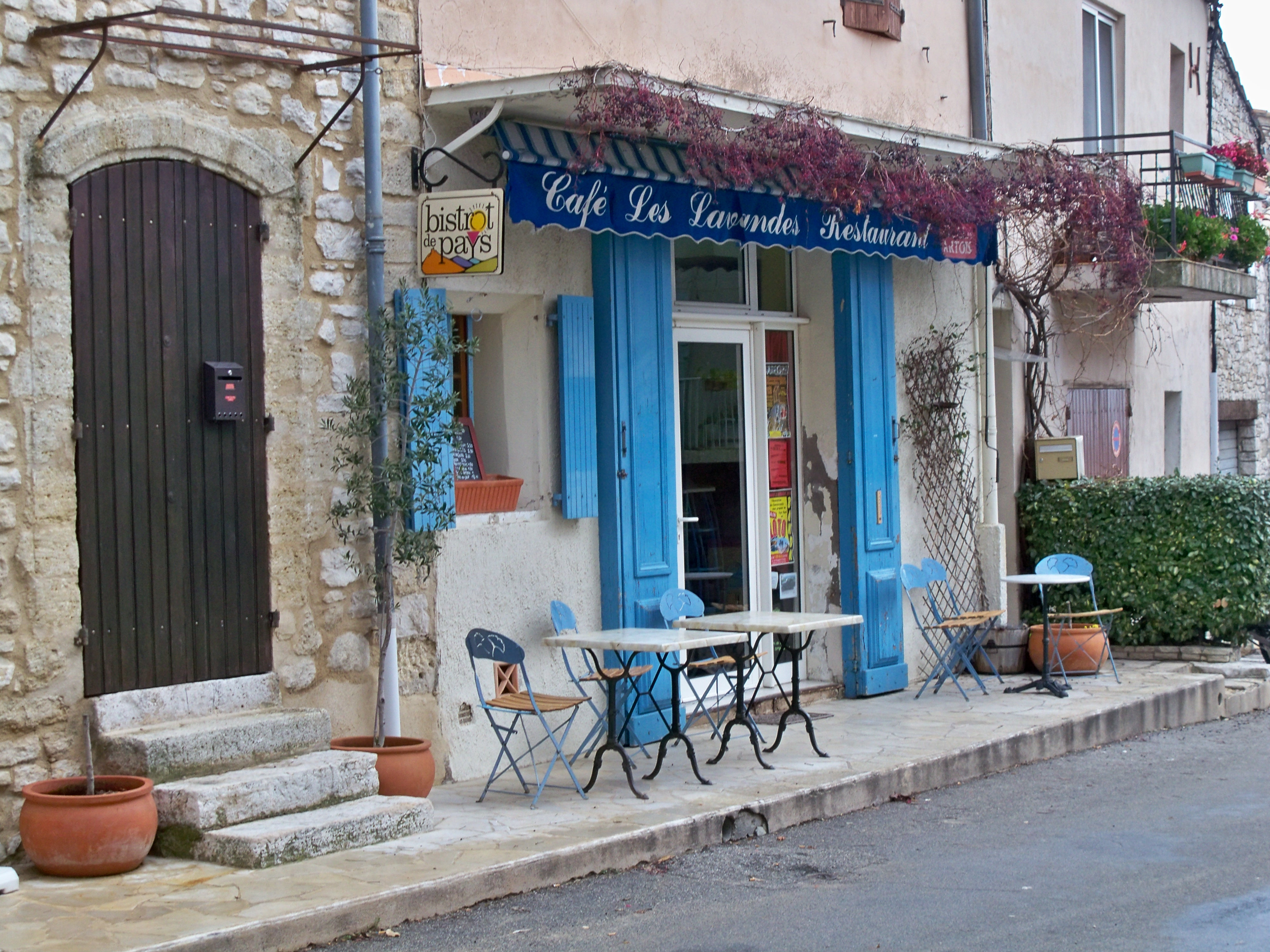
Le bistrot des Lavandes.

### Tourisme
- Nombreux gîtes touristiques[65].
- Ferme La Pitchounette[66].
- Église St.-Christophe (Expositions-concerts)[67]

### Commerce
Le Bistrot des Lavandes, qui porte le label Bistrot de pays, adhère a une charte qui a but de « contribuer à la conservation et à l’animation du tissu économique et social en milieu rural par le maintien d’un lieu de vie du village ».

## Lieux et monuments

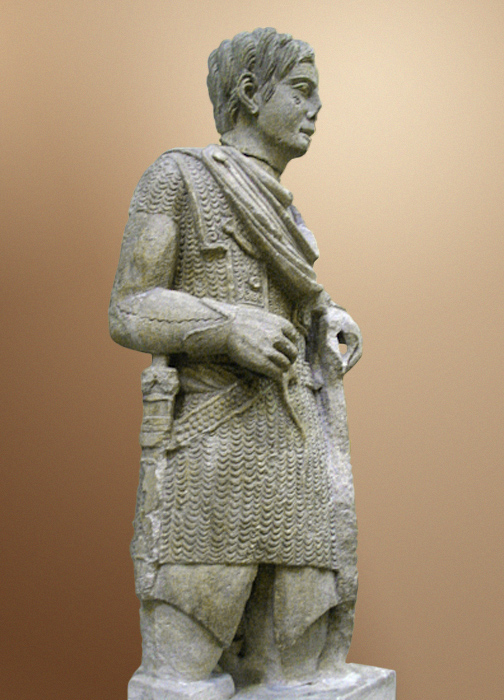
Le guerrier gaulois de Vachères.

La commune compte quatre châteaux, deux églises, plusieurs chapelles de campagne, un prieuré, 3 moulins, des calades (rues empierrées), des restes de remparts, un portail du XIIIe siècle, des maisons d'époque Renaissance avec fenêtres à meneaux, des enseignes gravées.

### Musée
La salle de classe des filles a été aménagée en musée de paléontologie et d’archéologie. Parmi les collections du musée municipal créé en 1958 et réaménagé en 1997 :
- un squelette-fossile de bachithérium, vieux de 30 à 35 millions d'années (tertiaire, oligocène, stampien), trouvé en 1981. C'est le seul squelette complet du genre Bachitherium connu jusqu'à nos jours, d'où son importance, ce mammifère est l'ancêtre des gazelles indiennes et africaines actuelles, voir site
- la statue d'un guerrier celto-ligure de l'armée de l'empereur Auguste. Cette statue, impressionnante par sa taille et par la finesse de ses ciselures a été découverte en 1865 et il semblerait qu'elle était érigée dans un mausolée qui couronnait la commune. C’est la plus importante statue gallo-romaine du département, qui est exposée au musée Calvet d’Avignon.

### Église St-Christophe
L’église Saint-Christophe, ancienne église paroissiale, est de style roman. Construite au XIIIe siècle, la voûte en berceau brisé de la nef, qui couvrait les trois travées, s’est effondrée au début des années 1960. À la suite d'une restauration audacieuse avec un mariage d'architecture médiévale et contemporaine, elle accueille en mai, juillet et août des expositions et des concerts avec une belle vue sur le plateau de Vachères !

### Architecture militaire

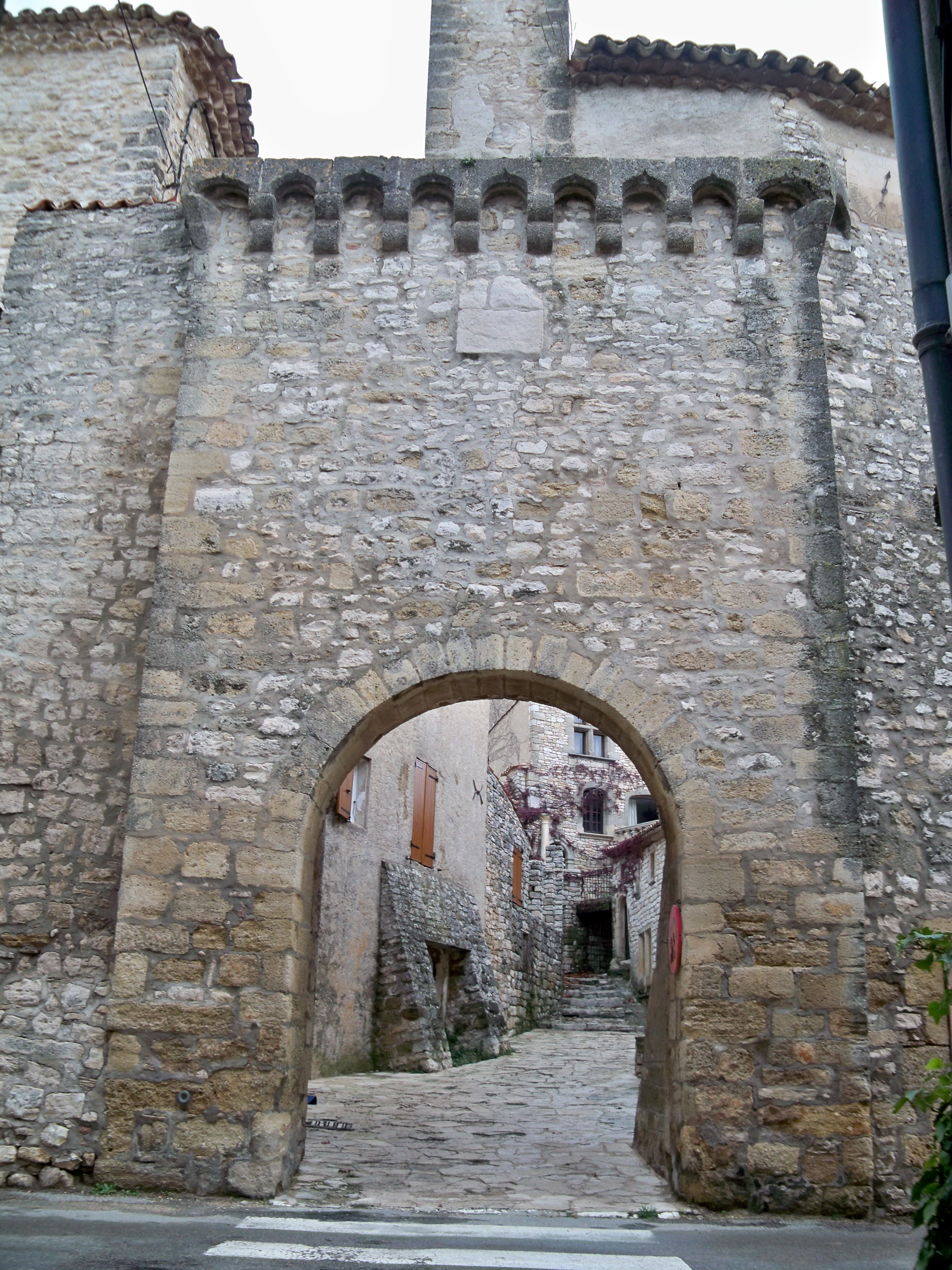
Une porte des remparts médiévaux

En arrivant au village, on aperçoit les restes de l’ancienne enceinte : coffrage de la courtine, tour ronde engagée, tour carrée ; on peut aussi suivre le tracé, qui rejoignait le château et la façade de l’église, qui étaient intégrés aux fortifications.
Le château domine le village. Sa première construction est médiévale, et il en reste les parties inférieures. L’essentiel de la construction actuelle est du XVIe siècle, notamment une fenêtre à meneau. Au XVIIIe siècle, de nombreuses fenêtres arrondies ont été percées.
Le campanile, ou tour de l’Horloge, est une ancienne porte, construite autant pour la défense que pour le prestige, au XVIe siècle. Elle est ornée d’une rangée de huit arcs à accolades, supportant des corbeaux.

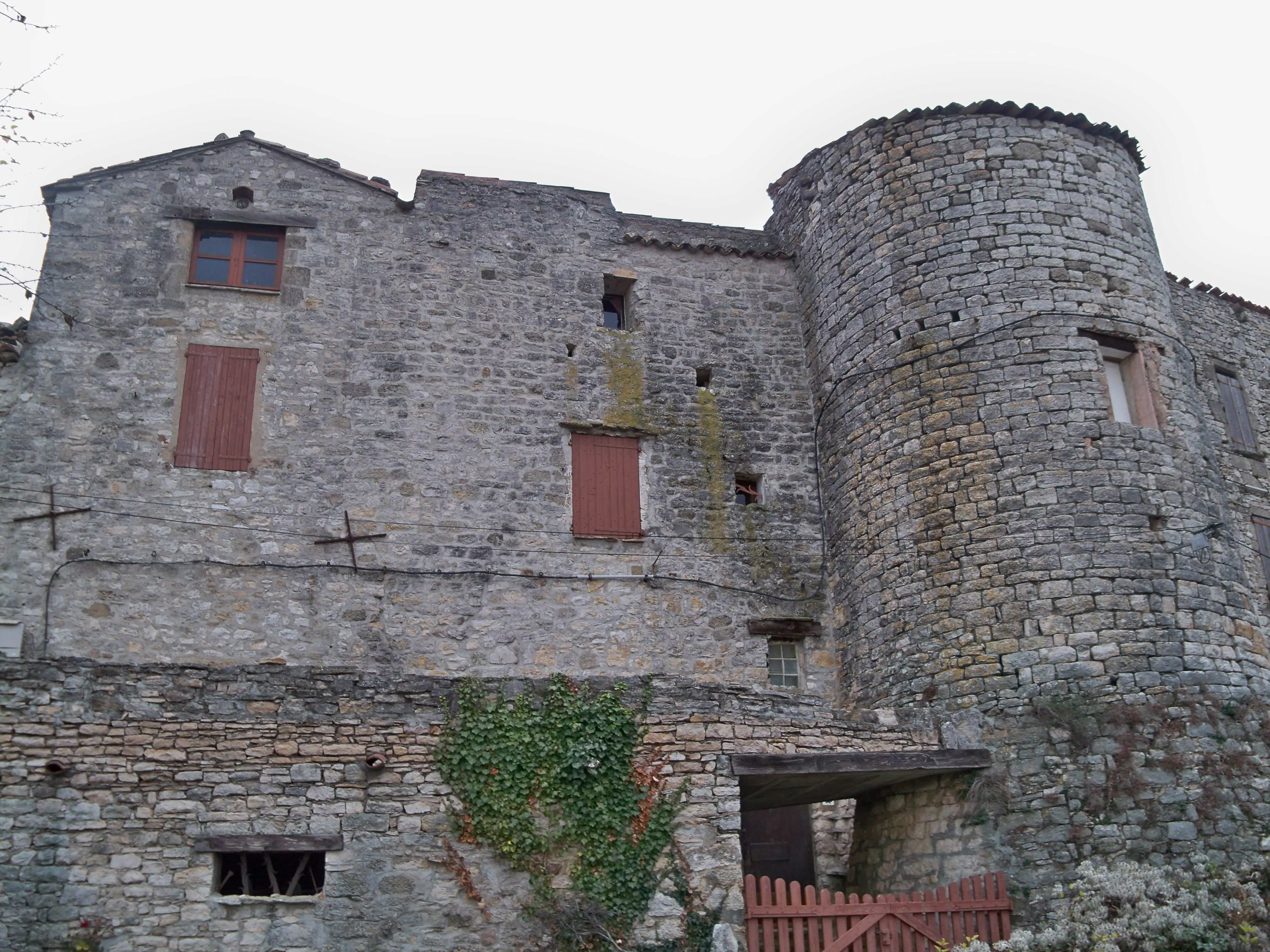
Une tour médiévale et front des maisons formant remparts.

### Architecture civile
Le château bas est une gentilhommière, à trois tours, datant de la fin du XVIIe siècle ou du XVIIIe siècle. Un pigeonnier a été aménagé dans une tour.
La façade du château du Colombier, enserrée entre deux avant-corps, s’élève sur deux étages, percée de fenêtres en plein cintre. La cour, close par un mur en courbes, orné de paniers de fleurs sculptées, s’ouvre par un portail pris entre deux piliers à bossages. Il est construit au milieu du XVIIe (1649-1652) pour l’essentiel. Quelques parties (fenêtres de la façade principale, cour, décoration du rez-de-chaussée, dont les gypseries), sont ajoutées au milieu du XVIIIe siècle. Les dix-huit tentures peintes sont de Duplessis de Carpentras, qui les réalisa entre 1748 et 1752, représentant des scènes pastorales au salon, des scènes de chasse et rustiques, une représentation de la lanterne magique dans la salle à manger, une marchande d’oublies, et des camaïeux gris bleu et doré ornent la chambre aux alcôves. Toutes ces peintures sont classées monuments historiques au titre objet.
On compte également de très nombreuses maisons du XVIe siècle dans le village, aux arcs surbaissés, à fenêtres à croisées ou en plein cintre, construite parfois en pierre de taille, ainsi que plusieurs hôtels ou maisons particulières du XVIIIe siècle dont la construction, sans être richement ornée, est régulière et soignée.

### Habitat traditionnel
Les différentes formes d’habitat traditionnel provençal sont représentées dans la commune : village perché avec maisons en hauteur, où hommes et bêtes vivaient sous le même toit, mais aussi des maisons isolées dans les collines. Au XIXe siècle se sont ajoutées hors du village des maisons à terre. Toutes ces constructions sont pensées pour les besoins agricoles : terrasse pour sécher les fruits, grenier pour serrer le foin et le grain.

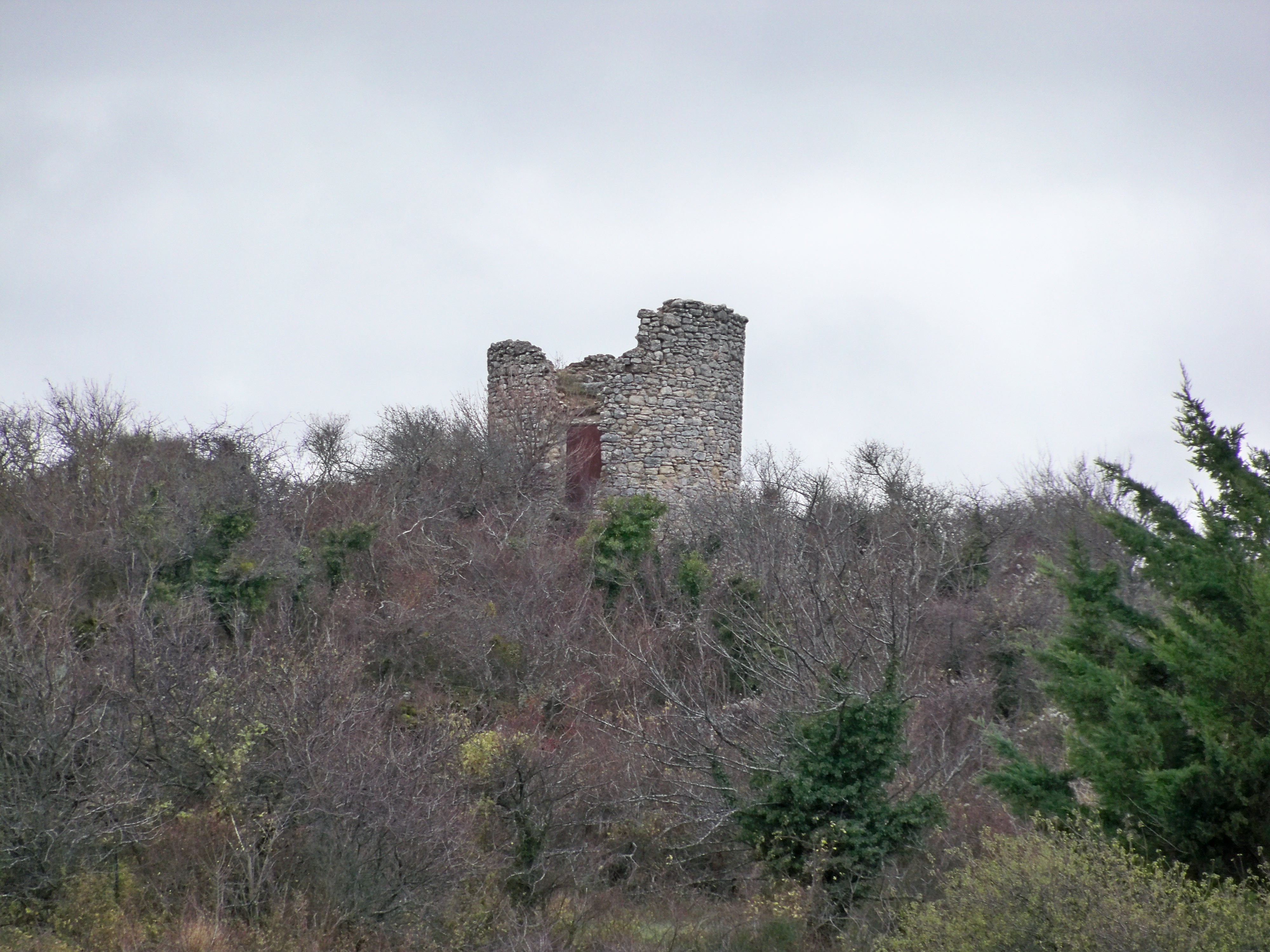
Un ancien moulin en ruine.
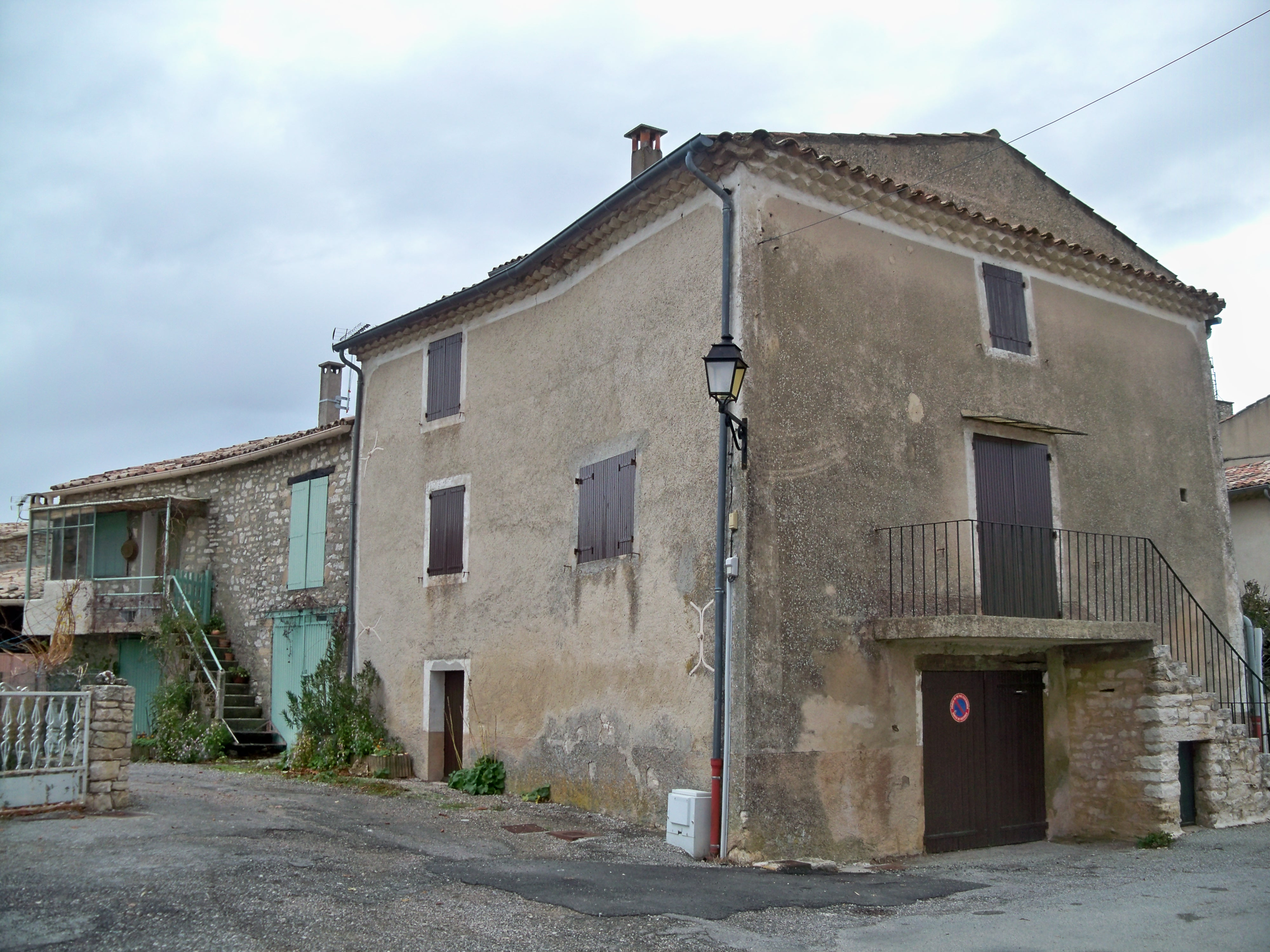
Des maisons en hauteur dans le village.
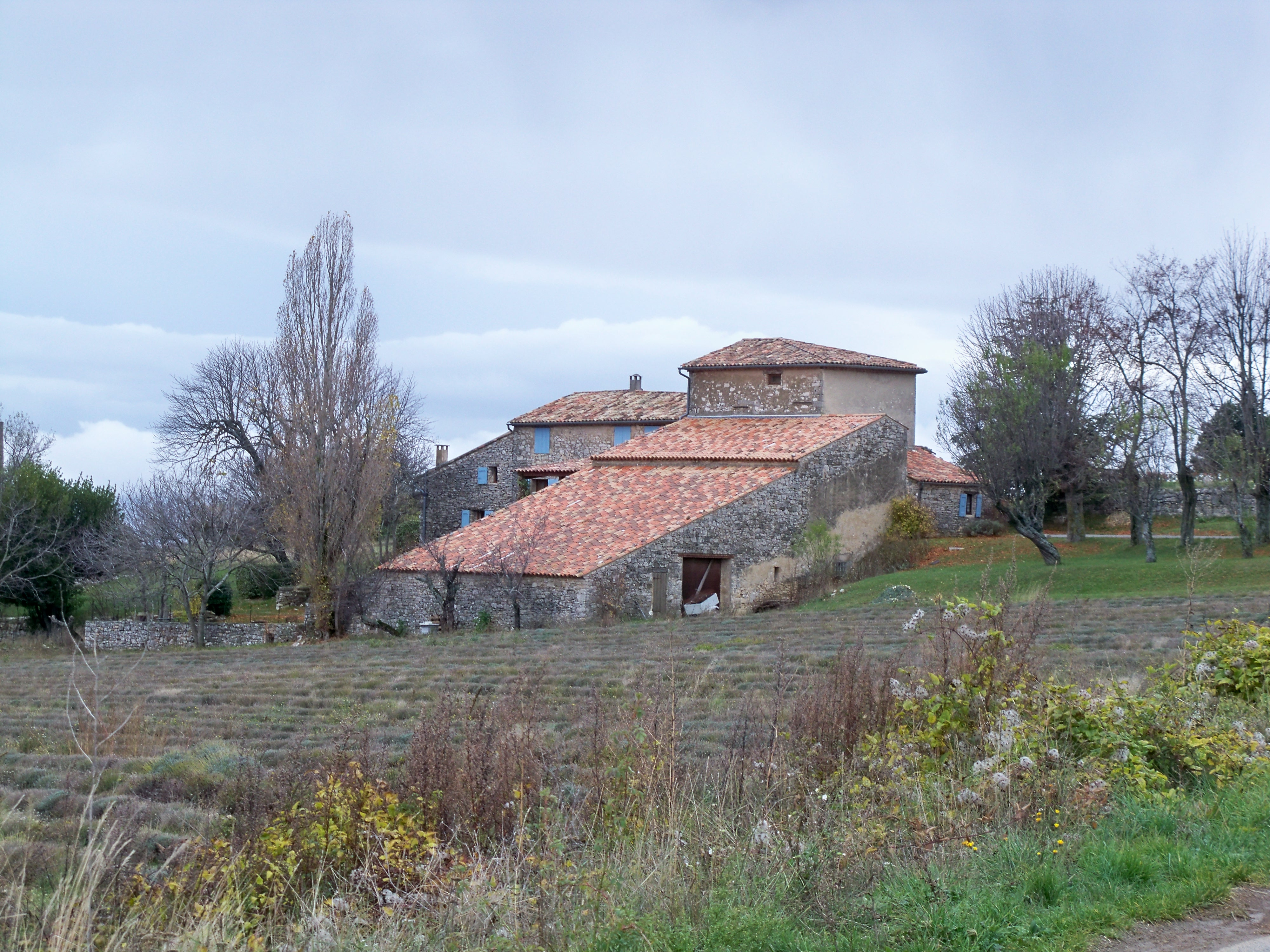
Une maison à terre.
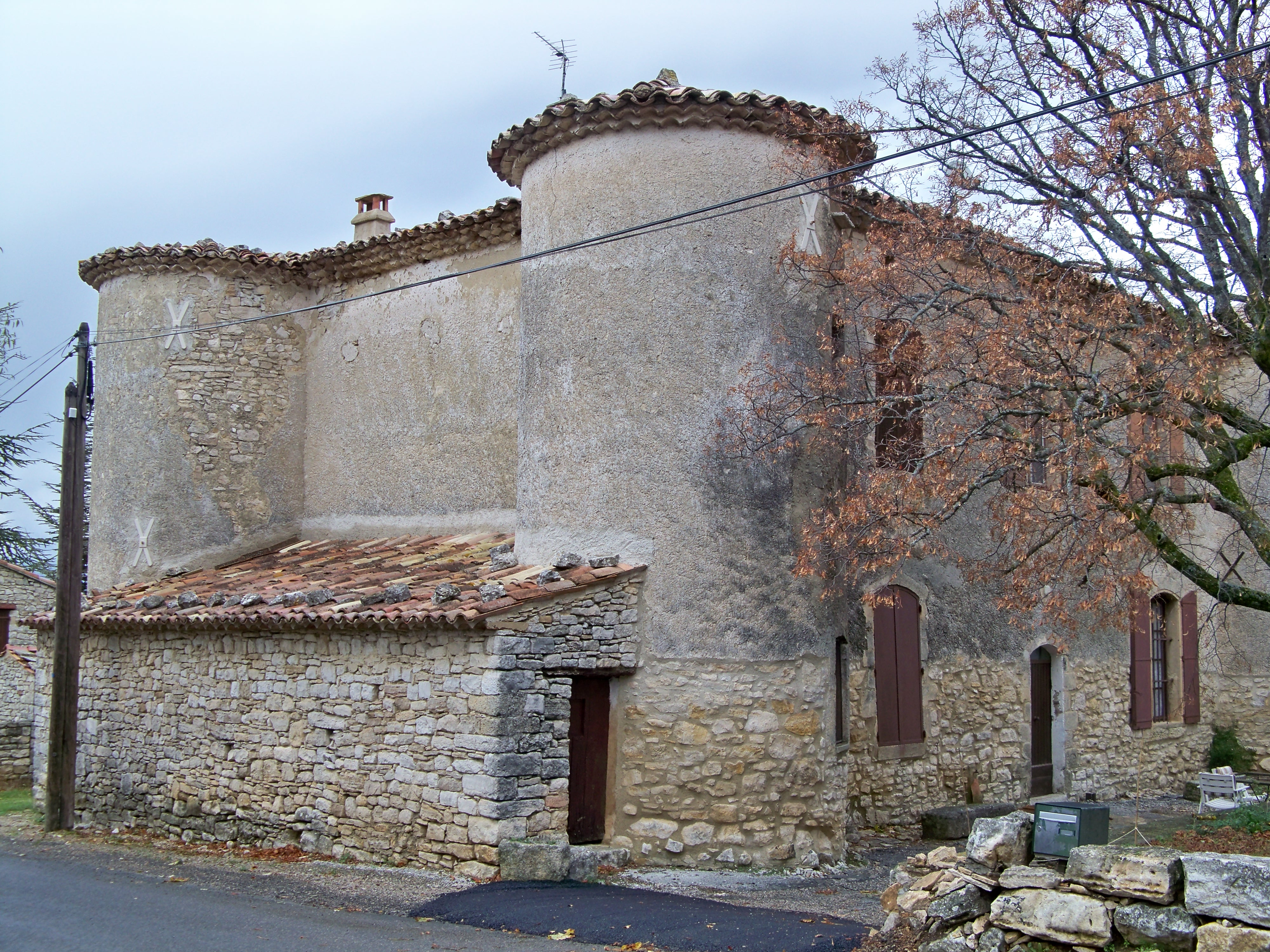
Autre vue de la maison à tours.
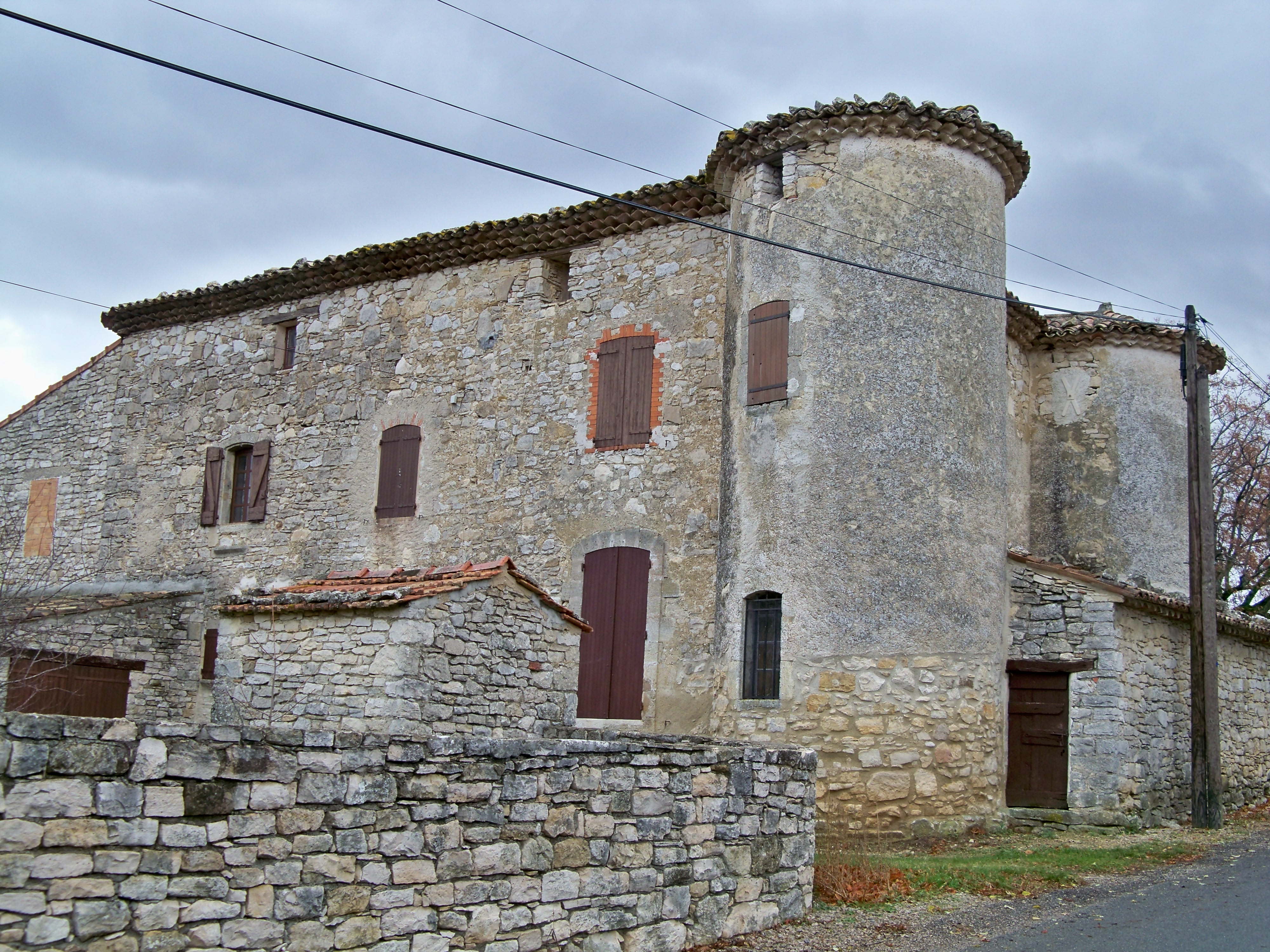
Une maison à tours, dite « Le château », près de Vachères.
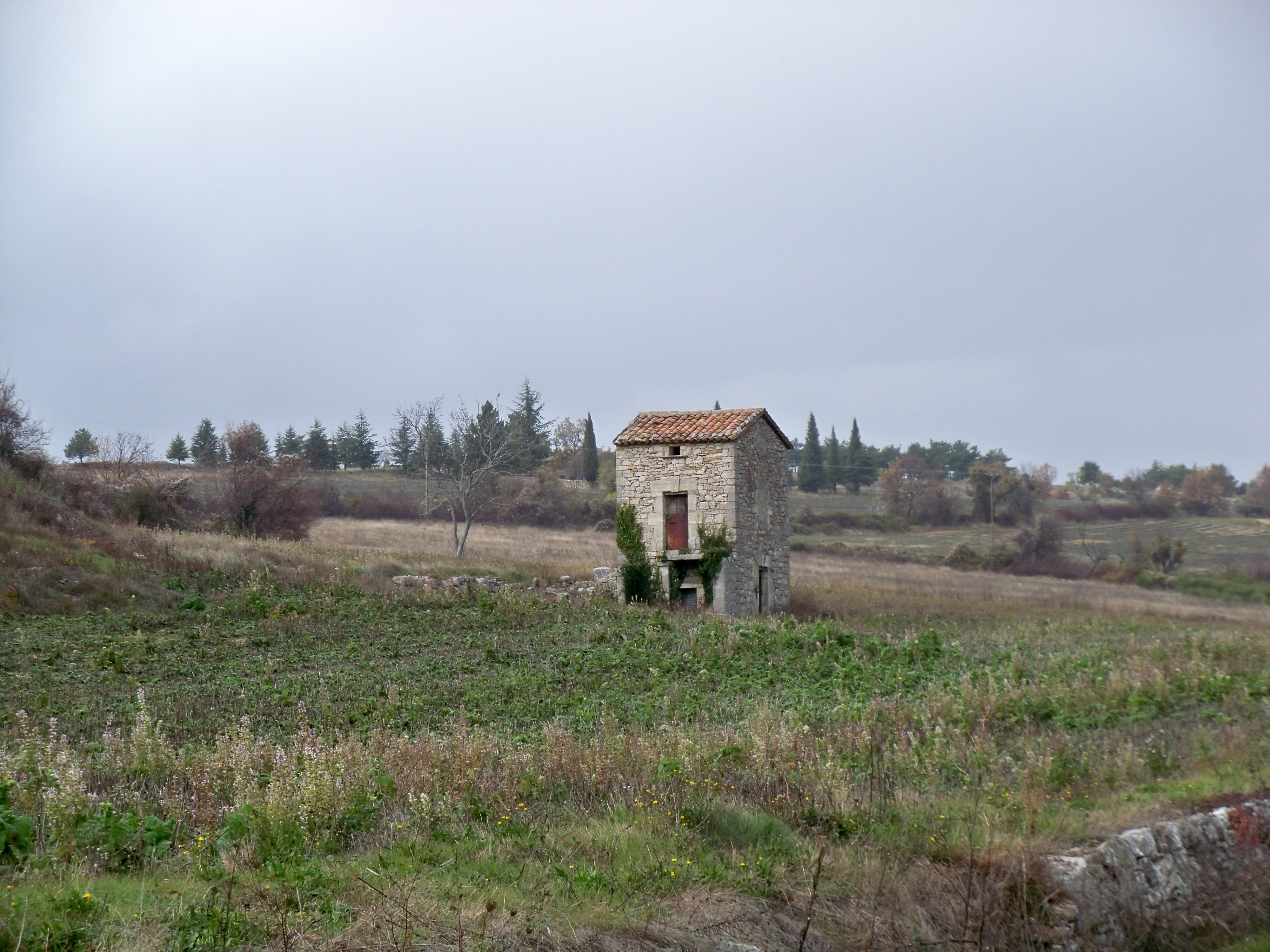
Un cabanon près de Vachères.

Les pigeonniers de particuliers sont souvent construits au XIXe siècle, et se signalent par des plaques vernissées en façade, protégeant les oiseaux des rongeurs. L'approvisionnement en eau des différentes constructions était très souvent complété par une citerne qui recueillait les eaux de pluie de la toiture.
Les cabanons fournissent un habitat aménagé près de champs ou de vignes éloignées.

### Art religieux

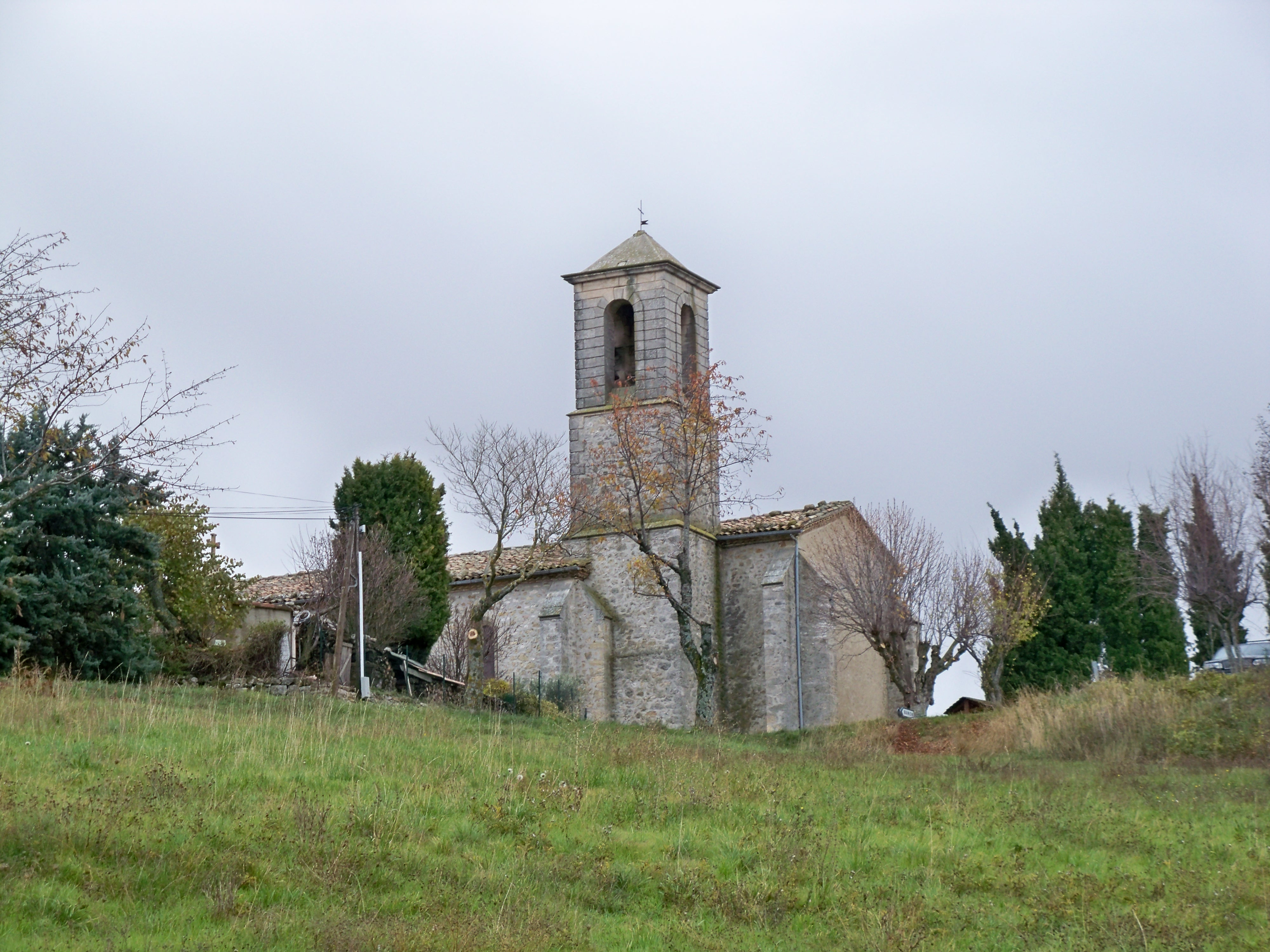
L'église paroissiale vue en contrebas du village.

L’église paroissiale est construite de 1866 à 1869, le clocher en 1872. La nef compte trois travées ; deux bas-côtés courent au nord et au sud. Le chœur est voûté d’arêtes. Deux vitraux représentent saint Sébastien et saint Pierre (apôtre). Elle possède trois chandeliers de cuivre doré et repoussé, des XVIIe, XVIIIe et XIXe siècles, classés.
L’église Saint-Christophe, ancienne église paroissiale, est de style roman. Construite au XIIIe siècle, la voûte en berceau brisé de la nef, qui couvrait les trois travées, s’est effondrée au début des années 1960. L’abside est rectangulaire ; au-dessus de l’arc triomphal, le clocher-mur est médiéval de façon certaine. À la suite d'une restauration audacieuse avec un mariage d'architecture médiévale et contemporaine, elle accueille en mai, juillet et août des expotions et des concerts avec une belle vue sur le plateau de Vachères !

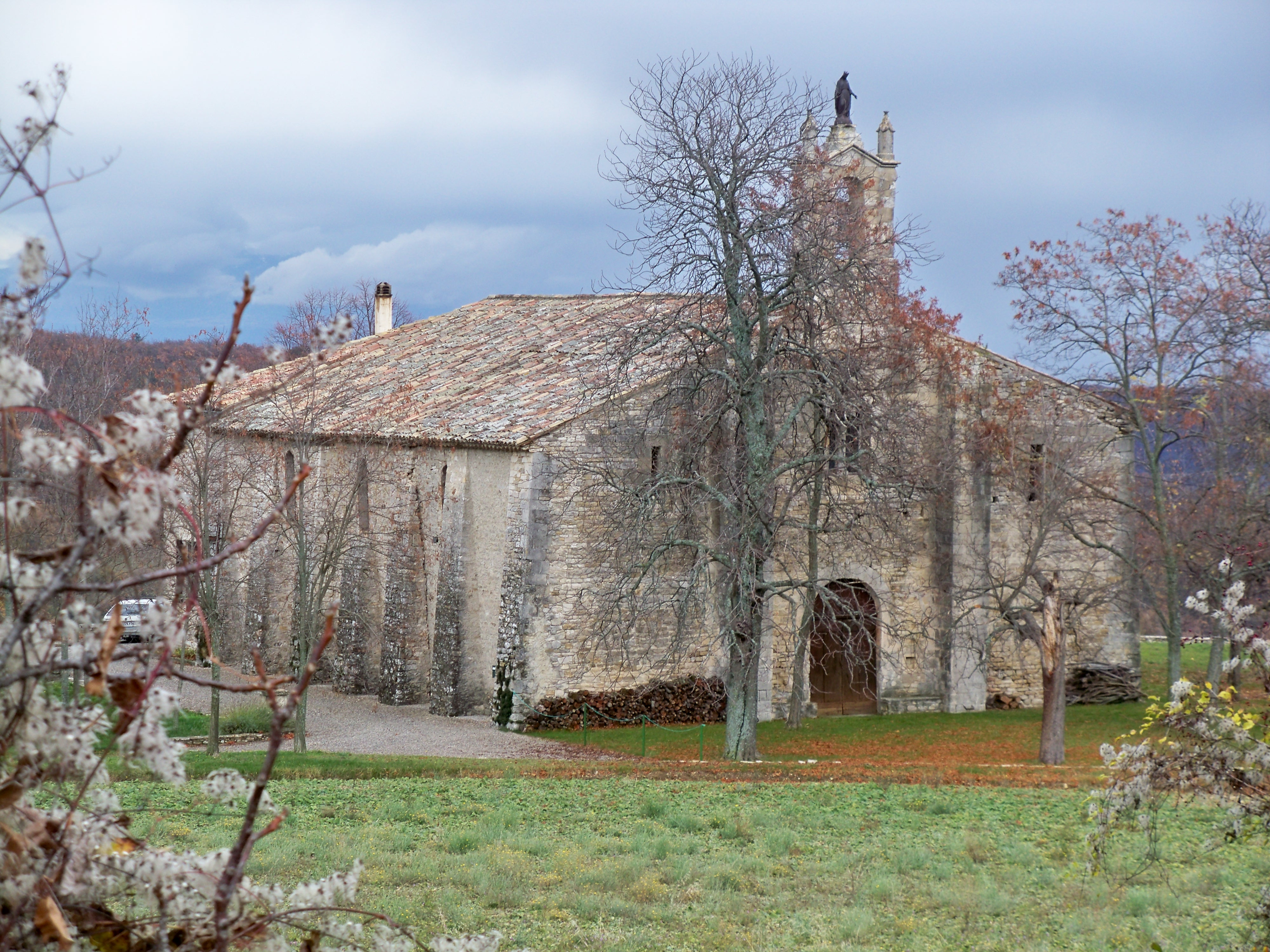
La chapelle Notre-Dame de Bellevue, aujourd'hui propriété privée.

La chapelle Saint-Ambroise de la Conseillère, du XIe siècle, est établie sur un site fréquenté au Néolithique. Elle possède une nef unique voûtée en pierres sèches, et une abside en cul-de-four. Elle a été agrandie et transformée en grange.
La chapelle Notre-Dame de Bellevue date de la fin du XIe siècle, malgré toutes les parties manquantes (chœur et transept) ; la façade occidentale possède une fenêtre géminée de cette époque, même si elle a été restaurée depuis. La chapelle Saint-Ambroise, à la Conseillère, fait actuellement office de bergerie.

### Monument Commémoratifs
- Monument aux morts. Conflits commémorés : guerres de  1914-1918 - 1939-1945 - AFN-Algérie (1954-1962)[89],[90].
- Le mémorial à un résistant, Vincent Arthur[91].

## Équipements et services

### Équipements existants ou en projet
Existants :
- Foyer rural,
- Bibliothèque.
- Logements Maison Chênelet (quatre logements en eco-construction),
- Logements Maison Blanc.

En projet :

### Santé
Professionnels et établissements de santé :
- Médecins à Reillanne, Saint-Michel-l'Observatoire, Céreste, Banon,
- Pharmacies à Céreste, Mane, Banon,
- Hôpitaux à Manosque, Saignon, Apt,
- Centre hospitalier de Digne-les-Bains.

## Vie locale

### Cultes

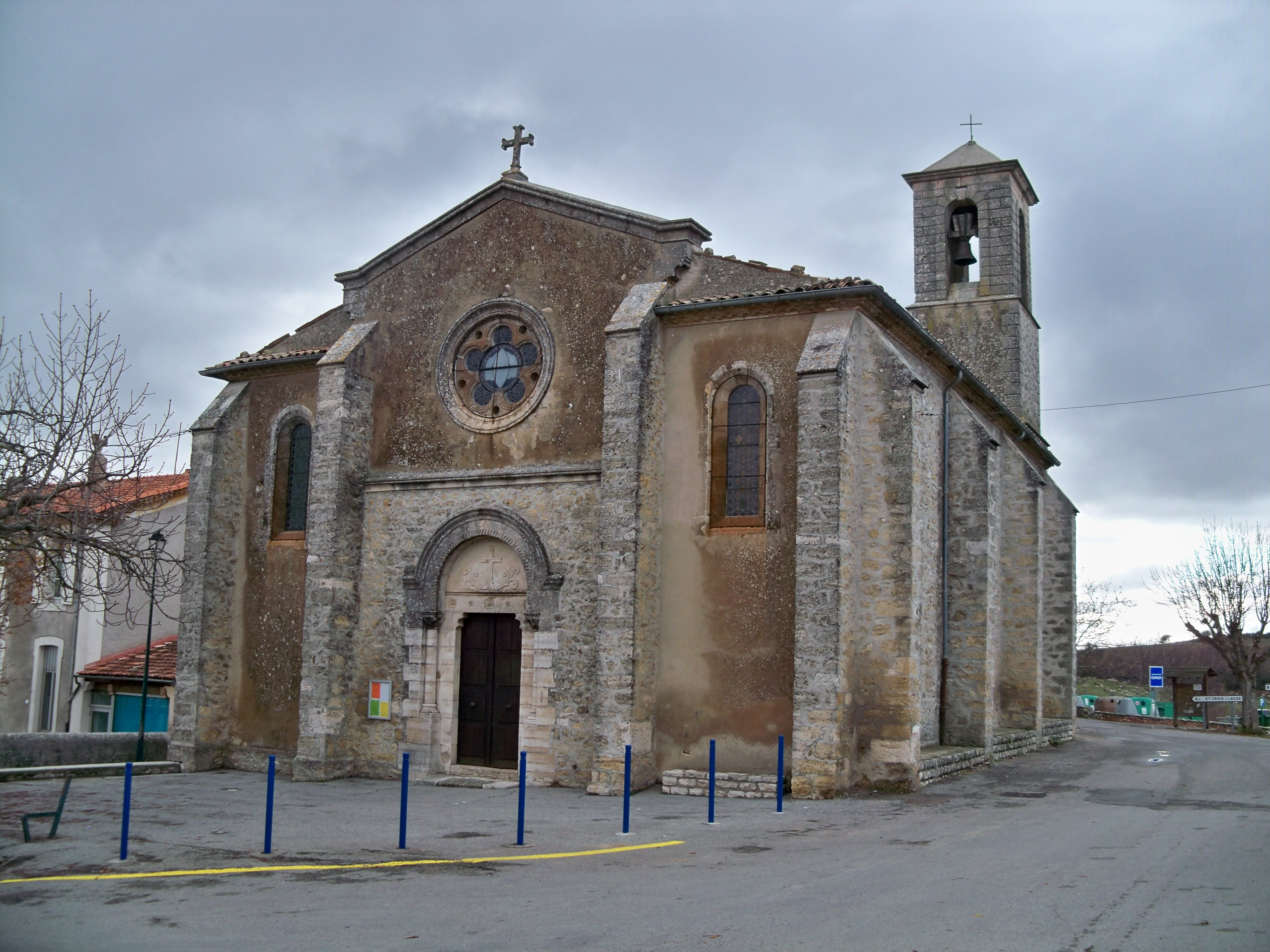
Autre vue de l'église paroissiale depuis le centre du village.

La paroisse est rattachée à un groupe inter-paroissial qui comprend Aubenas-les-Alpes, Céreste, Dauphin, Lincel, Mane, Montfuron, Montjustin, Oppedette, Reillanne, Sainte-Croix-à-Lauze, Saint-Maime, Saint-Martin-les-Eaux, Saint-Michel-l'Observatoire, Vachères et Villemus. Le culte est célébré alternativement dans les églises de ces quinze communes.

### Environnement
- Site à chauve-souris[95].

## Héraldique
| Blason de Vachères | Blason  | D’or à quatre vaches de gueules, deux et deux,.                   |
| Blason de Vachères | Détails | Armes parlantes. Le statut officiel du blason reste à déterminer. |